# Michael Schunder
Michael Schunder (* 11. August 1963) ist ein früherer deutscher Skeletonpilot.
Michael Schunder vom BSR Oberhof in Thüringen hatte seine erfolgreichste Zeit in der Mitte und der zweiten Hälfte der 1990er Jahre. Zwischen 1993 und 1996 nahm er mehrfach an Rennen des Skeleton-Weltcups teil, konnte sich jedoch nie besser als in den 20er-Rängen platzieren. National konnte er größere Erfolge erreichen. 1994 und 1996 wurde Schunder Dritter der Deutschen Meisterschaften, 1998 fuhr er auf den fünften Platz.